# Makan Dioumassi
Makan Dioumassi (París, 21 de julio de 1972) es un  exbaloncestista francés. Con una altura de 1,96 metros su posición en la cancha era la de alero. Jugador que se caracterizaba por sus férreas defensas a los oponentes más decisivos, su marcaje a Steve Nash en los cuartos de final de los Juegos Olímpicos de Sídney fue crucial para la posterior obtención de la medalla de plata olímpica.